# Змиегущер
Змиегущерът (Ophisaurus apodus; наричан също жълтокоремен гущер и жълтокоремник) е вид гущер, достигащ на дължина до 150 cm. Той е най-големият гущер, срещащ се в България, а и в цяла Европа.
На външен вид змиегущерът прилича на змия. Краката са труднозабележими – задните достигат дължина от няколко милиметра. Главата му не е отделена от тялото и е почти толкова висока, колкото и широка. За разлика от змиите има на главата си две ушни трапчинки, а очите му са снабдени с клепачи. Цветът му е кафяв, по-светъл по корема и главата. Малките са светлосиви, с по-тъмни ивици, и придобиват окончателния си цвят, когато достигнат дължина около 40 cm. Кожата има пръстеновидни гънки, които му придават вид на гигантски земен червей.

## Разпространение
Змиегущерът се среща от крайбрежните части на Балканския полуостров, Южна Украйна и Русия през Кавказ, Мала Азия и Близкия Изток до Средна Азия.
В България змиегущерът е разпространен в югоизточните части на страната – Източните Родопи, долината на Тунджа, Сакар и Странджа и в няколкокилометрова ивица по черноморското крайбрежие до Шабла на север. Изолирани находища има в долината на река Русенски Лом. В миналото е наблюдаван и в Петричко-Саданската котловина, но днес се смята за изчезнал оттам. (Среща се в южните склонове на Беласица в района на ез. Керкини). Змиегущерите в България са от подвида O. a. thracius.
Змиегущерът предпочита скалисти терени, обрасли с храсти и треви. През лятото се крие в по-сенчести места, като гори или дерета.

## Поведение
Змиегущерът се храни главно с охлюви и едри насекоми, по-рядко с дребни гущери и гризачи и малки на гнездящи по земята птици. Понякога негова плячка стават дори малки змийчета. Размножава се, като снася яйца.
Макар че е по-бърз от повечето змии и гущери, при опасност змиегущерът не бяга, а се опитва да се прикрие, поради което е лесно да бъде заловен. При това той никога не хапе, а само върти бронираната си опашка, която е покрита с твърди рогови ръбести люспи.